# Clematis patens 'Evipo039'
Cultivar
La clématite patens 'Evipo039' PBR & PPaf est un cultivar de clématite obtenu en 2007 par Raymond Evison en Angleterre. Elle porte le nom commercial de clématite patens Diamantina 'evipo039' PBR & PPaf.
Diamantina fut présentée au public au Chelsea Flower Show en 2010.
La maison Poulsen Roser propose cette clématite dans sa collection Regal.

## Description

### Feuilles
La plupart des feuilles de Diamantina sont trifoliolées, mais parfois simples.

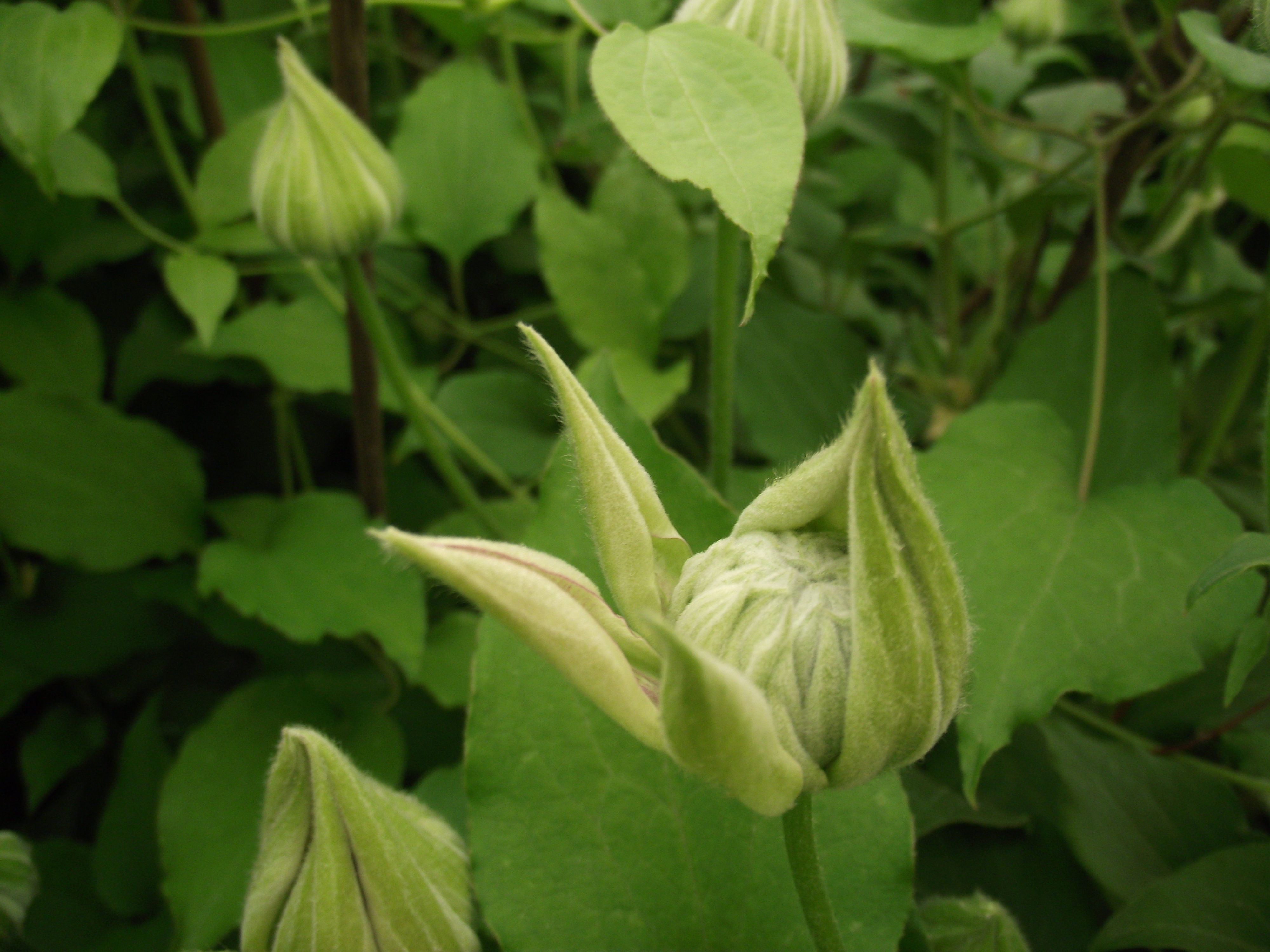
Bouton floral de clématite Diamantina 'Evipo039' PBR & PPaf.

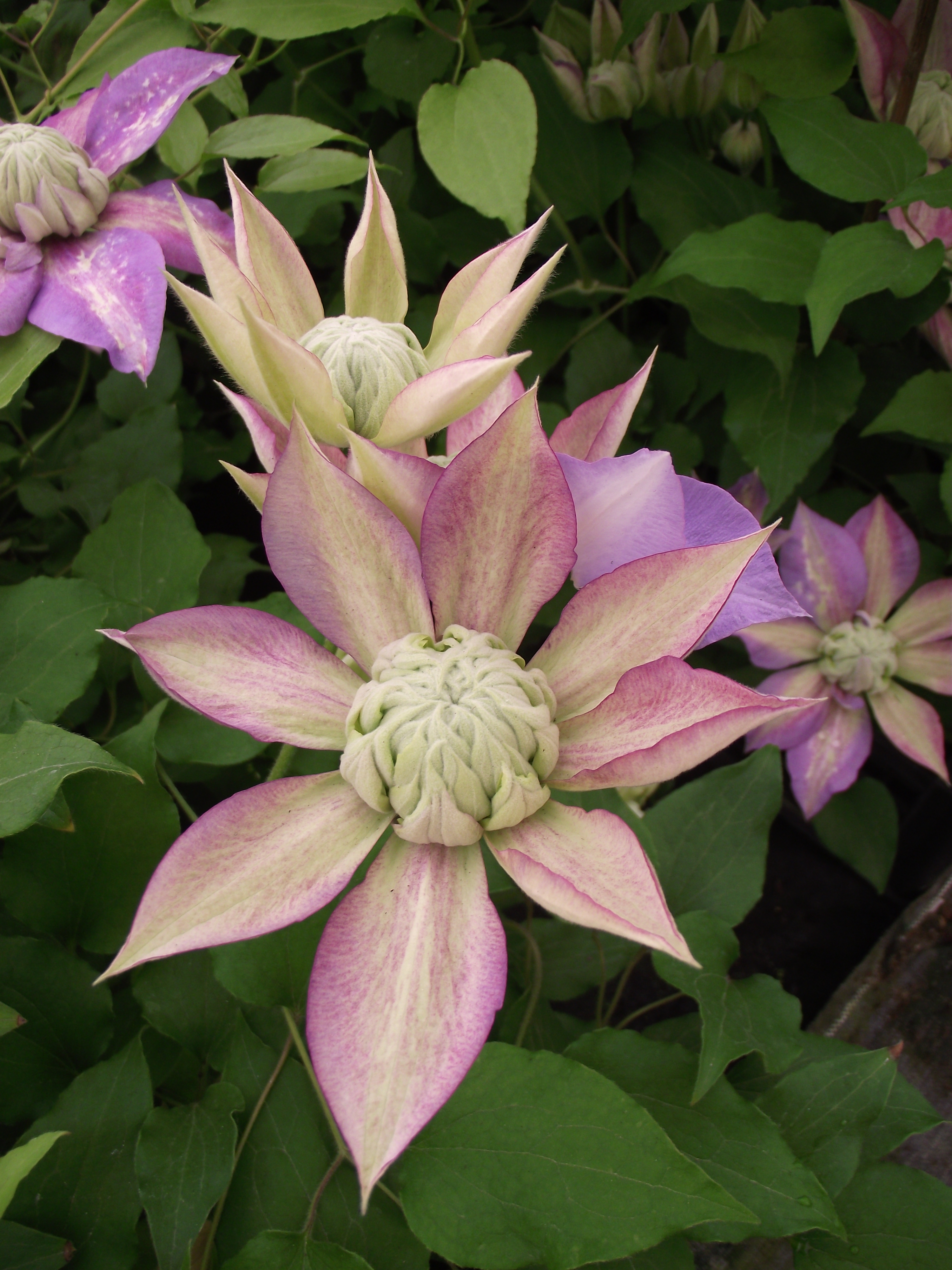
Ouverture d'une fleur de clématite Diamantina 'Evipo039' PBR & PPaf.

### Folioles
Ils sont ovées, bilobées ou non lobées, lisses à faiblement rugueux, à sommet aigu chez certaines feuilles et acuminé chez les autres, à base arrondie chez certaines feuilles et cordée chez les autres, à marge entière, à sinus de profondeur moyenne entre les lobes; dessus vert moyen, non panaché.

### Fleurs
Isolées, doubles, à orientation horizontale, à section transversale plate en vue latérale, ne dégageant aucun parfum ou très faiblement parfumées, formées sur le bois de l'année ou celui de l'année précédente.

### Sépales
Tangents, elliptiques, convexes en coupe transversale, modérément réfléchis en coupe longitudinale, non tordus autour de l'axe longitudinal, à sommet aigu et mucroné, à marge faiblement ondulée. Dessus à l'ouverture violet, sépales internes au plein épanouissement violet-bleu, sépales externes au plein épanouissement violet-bleu lavé. Tons rouge-violet apparaissant avec le temps, couleur du dessus devenant plus claire vers la marge, dessous violet avec une barre centrale blanche.

## Obtention
'Evipo039' est issue d'une mutation raméale naturelle découverte chez clématite patens 'Evipo038' en 2002, à Guernesey, dans les îles Anglo-Normandes. Le rameau mutant a été évalué dans des conditions contrôlées et multiplié par bouturage au cours de l'été 2002. L'objectif était de créer une variété distincte convenant à la culture commerciale en serre et en pépinière. La nouvelle variété a été sélectionnée pour ses nombreuses fleurs violet clair à centre bien différencié, sa longue période de floraison, la fiabilité de sa floraison et de sa multiplication par bouturage ainsi que son aptitude à la culture en pot en pépinière.

## Protection
'Evipo039' PBR & PPaf est protégé par l'Union international pour la protection des obtentions végétales sous licence PBR & PPaf sous le numéro 11998596 du 29 novembre 2007. Diamantina est protégé par une licence trademark.

## Culture
La clématite Diamantina est idéale pour une culture en pot, mais également en pleine terre.
Cette clématite fleurit sur le bois de l'année en proposant parfois deux floraisons par an, une au printemps puis une à l'automne. Elle résiste à des températures inférieures à -20 °C.

## Maladies et ravageurs
La clématite Diamantina est sensible à l'excès d'eau ce qui pourra provoquer une pourriture du collet de la plante et ainsi la mort de la clématite.